# Microsoft Lumia 640
Le Lumia 640 est un téléphone mobile de type smartphone conçu et assemblé par le constructeur Microsoft Mobile et fonctionnant sous le système d'exploitation Windows 10 Mobile.
Smartphone de milieu de gamme, il succède au Nokia Lumia 630 au sein de la famille Microsoft Lumia. Annoncé lors du Mobile World Congress de Barcelone en mars 2015, il est disponible en Europe le mois suivant.

## Description
Les spécifications du Lumia 640 sont proches de celles du Nokia Lumia 735, sorti quelques mois plus tôt. Parmi les différences, il dispose d'un écran de 5 pouces IPS LCD, et le capteur de son appareil photo est de 8 mégapixels.
Le Lumia 640 fonctionnait initialement avec le système d'exploitation Windows Phone 8.1. Il bénéficie depuis mars 2016 de la nouvelle version de l'OS de Microsoft Windows 10 Mobile.
Le Lumia 640 est décliné en format phablette sous le nom « 640 XL ». L'écran de ce dernier est de 5,7 pouces tandis que le capteur de l'appareil photo principal est de 13 mégapixels.